# Точна (Смоленская область)
Точна — деревня в Монастырщинском районе Смоленской области России. Входит в состав Гоголевского сельского поселения. По состоянию на 2007 год постоянного населения не имеет. 
Расположена в западной части области в 16 км к юго-востоку от Монастырщины, в 38 км западнее автодороги А141 Орёл — Витебск, на берегу реки Точна. В 44 км восточнее деревни расположена железнодорожная станция Васьково на линии Смоленск — Рославль. 

## История
В годы Великой Отечественной войны деревня была оккупирована гитлеровскими войсками в июле 1941 года, освобождена в сентябре 1943 года.